# Mattia Cattaneo
Mattia Cattaneo (ur. 25 października 1990 w Alzano Lombardo) – włoski kolarz szosowy.

## Osiągnięcia
Opracowano na podstawie:

2007
- 2. miejsce w Memorial Davide Fardelli

2008
- 2. miejsce w mistrzostwach świata juniorów (start wspólny)
- 1. miejsce w Trofeo Emilio Paganessi

2009
- 1. miejsce w Gran Premio di Poggiana

2011
- 1. miejsce w Giro Ciclistico d’Italia
- 3. miejsce w mistrzostwach Włoch U23 (jazda indywidualna na czas)
- 1. miejsce w Gran Premio di Poggiana
- 1. miejsce w Gran Premio Capodarco
- 3. miejsce w Tour de l’Avenir

2012
- 2. miejsce w Trofeo Franco Balestra
- 3. miejsce w Tour de l’Avenir
- 1. miejsce w Ruota d’Oro

2017
- 2. miejsce w Tour de La Provence
  - 1. miejsce na 3. etapie
- 2. miejsce w Classic de l’Ardèche
- 2. miejsce w Okolo Slovenska
- 3. miejsce w Giro di Toscana

2019
- 2. miejsce w GP Industria & Artigianato di Larciano
- 1. miejsce w Giro dell’Appennino

2021
- 3. miejsce w mistrzostwach Włoch (jazda indywidualna na czas)
- 3. miejsce w Tour de Luxembourg
  - 1. miejsce na 4. etapie (jazda indywidualna na czas)

2022
- 2. miejsce w mistrzostwach Włoch (jazda indywidualna na czas)

2023
- 1. miejsce na 6. etapie Tour de Pologne

## Rankingi
| Rok              | 2010  | 2011 | 2012 | 2013 | 2014 | 2015 | 2016  | 2017 | 2018 | 2019 | 2020 | 2021 | 2022  | 2023 | 2024 |
| ---------------- | ----- | ---- | ---- | ---- | ---- | ---- | ----- | ---- | ---- | ---- | ---- | ---- | ----- | ---- | ---- |
| UCI World Tour   |       |      |      | -    | -    | -    | 218.  | -    | -    |      |      |      |       |      |      |
| World Ranking    |       |      |      |      |      |      | 1385. | 76.  | 275. | 163. | 368. | 101. | 1139. | 161. | 312. |
| UCI Europe Tour  | 1064. | 49.  | 143. |      |      |      | 1722. | 8.   | 204. | 135. | 301. | 85.  | 807.  | -    | -    |
| UCI Asia Tour    | -     | -    | -    |      |      |      | 492.  | -    | -    |      |      |      |       |      |      |
| UCI America Tour | -     | -    | -    |      |      |      | -     | -    | 347. |      |      |      |       |      |      |
|                  |       |      |      |      |      |      |       |      |      |      |      |      |       |      |      |
| Źródło: UCI      |       |      |      |      |      |      |       |      |      |      |      |      |       |      |      |